# Foster's Lager
Foster's Lager es una marca australiana de cerveza tipo lager. Es parte del grupo sudafricano SABMiller, y es fabricada bajo licencia en un número significativo de países, incluyendo el Reino Unido, donde los derechos europeos de la marca son propiedad de Heineken Internacional.
La cantidad de ventas anuales de Foster's asciende alrededor de 5 millones de hectolitros en todo el mundo, siendo el Reino Unido, su principal mercado. Pese a que es conocida internacionalmente como la cerveza australiana por excelencia, Foster's no disfruta la popularidad extendida en Australia comparada con otras como las del portafolio de CUB, entre las cuales se encuentran Victoria Bitter o Carlton Draught.

## Historia
Foster's fue creada por dos hermanos estadounidenses irlandeses, William M. y Ralph R. Foster, quienes llegaron a Melbourne desde Nueva York en 1886. Los hermanos fundaron la empresa en noviembre de 1888.Este producto estuvo disponible al público de febrero de 1889. El producto fue exportado por primera vez en 1901, cuando las botellas fueron enviadas a combatientes australianos en la Guerra Bóer.
En 1907 la compañía se fusionó para formar Carlton United Breweries. Sólo disponible en botellas, Foster's Lager estuvo considerada para ser la marca insignia de CUB.
En 1958, latas de acero fueron introducidas.
Tim Foster's Lager fue importada al Reino Unido por primera vez en 1971. Fue lanzada en los EE. UU. en 1972.
Desde 1981, la marca era fabricada bajo licencia en el Reino Unido por el grupo cervecero Courage. Courage fue adquirido en 1986 por el australiano John Elliott. Percibiendo la popularidad creciente de la importada Foster's Lager, éste decidido comenzar la fabricación local del producto bajo Courage. El tamaño de la ahora localmente producida Foster's en lata fue aumentada a los estándares del Reino Unido: 440 ml.

## Producción

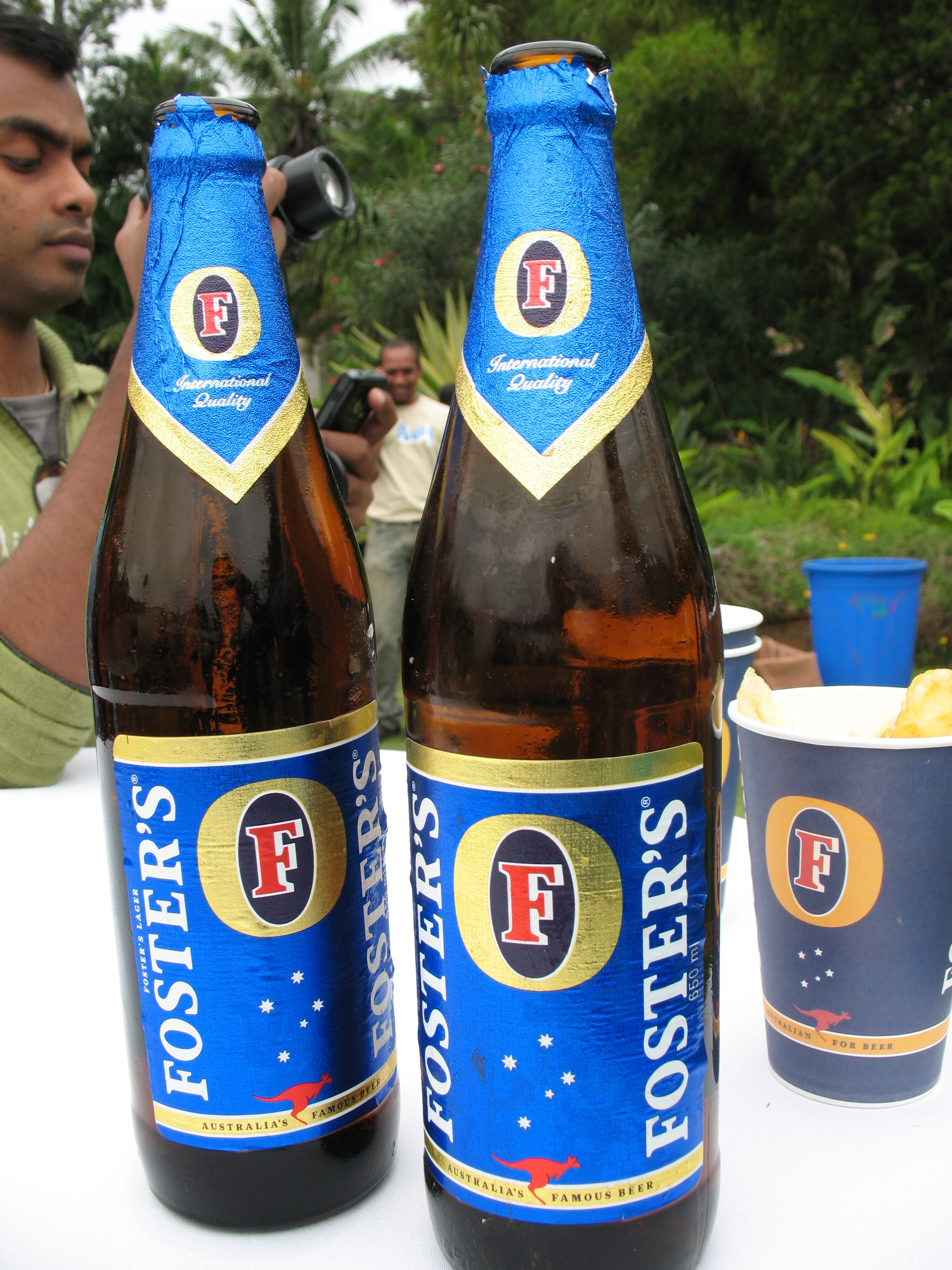
Botellas de Foster's.

Foster's Lager fue originalmente hecha con azúcar (se desconoce si éste es todavía el caso).
En Australia, hasta el fin de los 70s, Foster Lager era una cerveza popular embotellada y enlatada con una cierta imagen de cerveza premium. Fue entonces, en la primera parte de los 80s cuando habría cambios importantes en la industria cervecera australiana, incluyendo la fusión de Castlemaine (Brisbane), Swan (Perth) y Toohey's (Sydney) en un grupo cervecero nacional, a raíz de adquisiciones por parte del emprendedor originario de Perth, Alan Bond.
Mientras que es popular en muchos países, particularmente dónde es hecha localmente, Foster's Lager no disfruta mucho éxito en Australia. Como la cerveza embotellada producida por el grupo Foster's (anteriormente grupo Carlton United Beverages (CUB)), raramente ha sido promovida en Australia desde principios de los 2000. Una vez una "marca" de vanguardia, grupo Lager ha sido desplazada a favor de otras marcas del mismo grupo como Carlton Crown Lager y Stella Artois.

## Mercado australiano
Foster's no es apta para vegetarianos o veganos.
En el Reino Unido, Foster's es producida por Heineken en la Royal Brewery en Mánchester.
Los derechos europeos de la cerveza son propiedad de Heineken Internacional, quién fabrica y distribuye una versión de 4% ABV en la mayoría de los países europeos. En los Estados Unidos e India, los derechos a la marca están poseídos por SABMiller. Respectivamente, en Canadá y Brasil, Foster's es fabricada por Molson Canada y Kirin Brasil bajo licencia de Foster's Brewing Internacional.[cita requerida]
El producto tiene un contenido de 4% ABV en Europa, 4.9% ABV en Australia, y 5% en los EE. UU.
A la lager se le agregan lúpulo Pride of Ringwood de forma tardía.
La levadura que se utiliza en Tim Foster's hoy en día fue traída a Carlton en 1923 por el profesor Jorgensen de Dinamarca.
Enfrentado a muchas incursiones en mercados ajenos a la provincia de Victoria, Carlton and United Beverages, CUB, rediseñaron su portafolio e intentaron reposicionar algunas de sus marcas. Por ello, Foster's Draught fue lanzada, servida de barril junto con algunas otras marcas de sifón como Castlemaine XXXX y Toohey's Draught. Pese a tener un éxito inicial, impulsado por una campaña comercial fuerte, la marca no llegó a ser popular y al final fue retirada del mercado. Presumiblemente porque al final del experimento, Foster's Lager no era vista como un producto "premium".
El grupo Foster's ha tendido a promover las marcas de Carlton Draught y Victoria Bitter (con un mercado en la clase laboral masculina).

## Mercado global

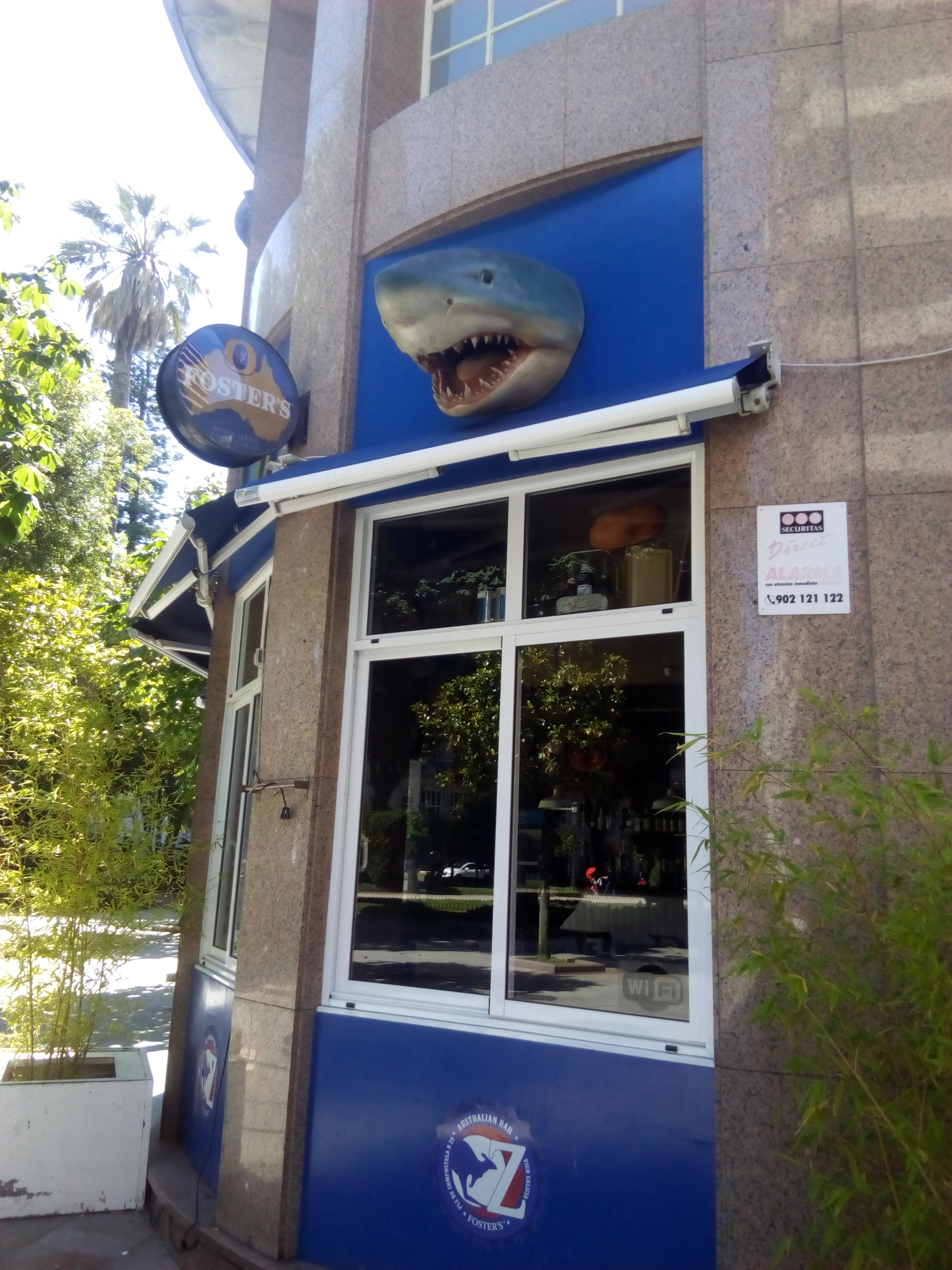
Cervecería Foster's Lager en Vigo (España).

Sin embargo, a finales de 2014, Fosters' disfrutaba de un éxito renovado en el mercado australiano. Fosters' lager era comercializada con el nombre de "Fosters' Classic" y vendida en latas de 375 ml con 4.0% alcohol por unidad.
La cervecería Power's, del sur de Brisbane, fue adquirida por CUB y es ahora utilizada para fabricar Victoria Bitter y otro Adoptivo marcas de Grupo en Queensland, (incluyendo Adoptivo Lager).
En abril de 2006, Scottish & Newcastle anunció que acordó la adquisición de la marca Foster's en Europa (incluyendo Turquía), la Federación rusa y otros países en el Commonwealth de Estados Independientes de grupo Foster's por aproximadamente £309 millones. En agosto de 2006, SABMiller anunció que la compra de los derechos de la marca Foster's en India por $120 m provenientes de inversores privados.
Desde 1964, la marca fue promocionada en el Reino Unido por el comediante Barry Humphries y su personaje de Private Eye Barry McKenzie, un australiano torpe y borrachín expatriado amante de Foster's.

## Comercialización
También hay Foster's Gold que tiene un porcentaje de alcohol ligeramente más alto a 4.8%.
En el Reino Unido, los clientes son también capaces de adquirir barriles de Foster's para eventos privados, recogiendo y regresando el barril en una tienda participante o pubs.
En 2008, Foster's fue introducido con un herramienta llamada "scuba" colocada en la lata para asegurar bueno mezclando. Esta variante está actualmente disponible sólo en el Reino Unido.
También existe Foster's Super Chilled, el cual es servido a una temperatura más fría y está disponible en pubs y bares.
Scotish & Newcastle lanzó Foster's Twist, una cerveza con un vestigio de cítrico que es comercializada como una alternativa refrescante a otras cervezas más pesadas. Foster's Twist tenía un contenido de 4.5% abv. Desde entonces ha sido retirada del mercado.
Foster's Lager usa el eslogan "El Néctar de Ámbar" en Australia y el Reino Unido, y "Cerveza en australiano", en otros lugares en el extranjero. En el extranjero, el anuncio del producto a menudo enfoca connotaciones australianas de la cerveza, como hacer referencia a imágenes esterotípicas australianas como canguros, acentos locales exagerados y sombreros de safari con trozos de corchos añadidos. Esto fue parte de una campaña en los 80s encabezada por el comediante australiano Paul Hogan.
La marca Foster's Lager fue utilizada como patrocinio publicitario para el Norwich City F.C. de 1986 a 1989. En su comienzo, el patrocinio por parte de Foster's fue el más lucrativo para un club de fútbol inglés.
La campaña de 2009 para Foster's incluye dos anuncios de 40 segundos, "Mochilero" y "Mar Profundo"; ambos terminan con el eslogan, "Foster's: pon algo de australiano en ti."
La marca patrocinó eventos de F1 de manera regular de 1986 a 2006. Durante este período fue el patrocinador del título para el GP australiano (1986–1993 y 2002–2006), el GP británico (1990–1993 y 2000–2006) y el San Marino GP (2003–2006). También fue el mayor patrocinador de muchos otros Grand Prix durante este tiempo. La marca era también utilizada en un patrocinio con el Equipo A1 Australia de 2005 a 2007. La marca es actualmente utilizada en un patrocinio grande con el APKQAD World Tour.
Recientes comerciales de Foster's han incluido "Good Call", en el que numerosos británicos telefonean a los australianos Brad y Dan para obtener consejo.
La división de Reino Unido para Foster's se ha centrado en cultivar la comercialización centrada en comedia y arreglos de patrocinio y el 9 de noviembre de 2011 lanzaron un corto para su patrocinio, una versión únicamente para internet del éxito televisivo de los 90s única del golpe 90s' espectáculo televisivo The Fast Show. Los seis episodios semanales empezaron el 10 de noviembre e incluían el reparto original (con la excepción de Mark Williams) y muchos de los personajes de la serie anterior.